# مثلجات موفنبيك
مثلجات موفنبيك، هو نوع من المثلجات سويسري المنشأ تنتجه شركة نستله. في نيسان 2003، اشترت شركة نستله الحقوق الدولية لآيس كريم موفنبيك، وأنشئت وحدة تجارية مستقلة تسمى السويسرية الآيس كريم بريميوم. وتشغل الآن الأعمال التجارية من خلال شركة فرعية تدعى السوبر بريميوم SA نستله ومقرها في لوزان.
افتتح أول مطاعم موفنبيك في زيورخ في 19 يوليو عام 1948 من قبل براجر أولي. وقبل عام 1958، كانت لديها ثمانية مطاعم منتشرة في جميع أنحاء سويسرا. وظل براجر المدير التشغيلي حتى عام 1991.
يتوفر آيس كريم موفنبيك الآن في أكثر من 30 دولة، ويتم إنتاجه في نيوزيلندا، المملكة العربية السعودية، مصر والنرويج، في حين أن موقع الإنتاج الرئيسي في سويسرا.

## وصلات خارجية
- الموقع الرسمي